# Puchar Bahrajnu w piłce nożnej
Puchar Bahrajnu w piłce nożnej – jedne z głównych (obok Pucharu Króla Bahrajnu) rozgrywek pucharowych w Bahrajnie. Puchar rozgrywany jest od 2000 roku pomiędzy bahrajńskimi klubami piłkarskimi. 

## Lista zwycięzców
Listę zwycięzców sporządzono na podstawie:
| Rok  | Zwycięzca             | Wynik                 | Finalista             |
| ---- | --------------------- | --------------------- | --------------------- |
| 2000 | Riffa SC              | 3:0                   | Al-Ahli Manama        |
| 2001 | Riffa SC              | nieznany              | nieznany              |
| 2002 | turniej nie odbył się | turniej nie odbył się | turniej nie odbył się |
| 2003 | Busaiteen Club        | 0:0 (k. 5:4)          | Riffa SC              |
| 2004 | Riffa SC              | 3:1                   | Busaiteen Club        |
| 2005 | Al-Muharraq SC        | 2:1                   | Busaiteen Club        |
| 2006 | turniej nie odbył się | turniej nie odbył się | turniej nie odbył się |
| 2007 | Al-Ahli Manama        | 1:1 (k. 4:3)          | Al-Najma SC           |
| 2008 | turniej nie odbył się | turniej nie odbył się | turniej nie odbył się |
| 2009 | Al-Muharraq SC        | 1:0                   | Al-Najma SC           |
| 2010 | turniej nie odbył się | turniej nie odbył się | turniej nie odbył się |
| 2011 | turniej nie odbył się | turniej nie odbył się | turniej nie odbył się |
| 2012 | turniej nie odbył się | turniej nie odbył się | turniej nie odbył się |
| 2013 | turniej nie odbył się | turniej nie odbył się | turniej nie odbył się |
| 2014 | Riffa SC              | 2:0                   | Bahrain SC            |
| 2015 | Hidd SCC              | 2:0                   | East Riffa Club       |
| 2016 | Al-Ahli Manama        | 1:1 (k. 3:1)          | Malkiya SCC           |
| 2017 | Hidd SCC              | 1:1 (k. 8:7)          | Malkiya SCC           |
| 2018 | turniej się nie odbył | turniej się nie odbył | turniej się nie odbył |
| 2019 | East Riffa Club       | 3:1                   | Al-Ahli Manama        |
| 2020 | Al-Muharraq SC        |                       | Busaiteen Club        |

## Liczba pucharów
| Klub            | Liczba pucharów |
| --------------- | --------------- |
| Riffa SC        | 4               |
| Al-Muharraq SC  | 2               |
| Al-Ahli Manama  | 2               |
| Hidd SCC        | 2               |
| Busaiteen Club  | 1               |
| East Riffa Club | 1               |

1. ↑  1 puchar zdobyty jako West Riffa